# Friesodielsia linderifolia
Friesodielsia linderifolia là loài thực vật có hoa thuộc họ Na. Loài này được (Ridl.) Steenis mô tả khoa học đầu tiên năm 1964.